# HC
HC (acronim de la expresia engleză Home Computer, în traducere: calculator de casă) reprezintă o serie de microcalculatoare personale elaborate din 1985 până în 1994 la ICE Felix București. Acestea erau bazate pe procesorul Z80 sau pe clona românească a acestuia, MMN80CPU și inspirat din calculatorul personal Sinclair ZX Spectrum. Au existat în principal 5 variante ale acestei serii, cu subvariante.

## HC 85

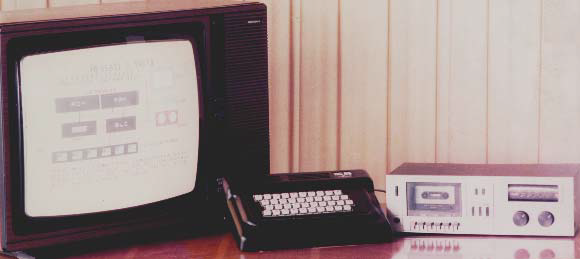
HC 85 v.0.1

HC 85 a fost creat în 1985, ca model de laborator, de către prof. dr. ing. Adrian Petrescu și asist. ing. F. Iacob la Catedra de Calculatoare a Institutului Politehnic din București. Ulterior, în cadrul ICE Felix București a fost reproiectat, pentru a putea fi produs la scară industrială, de către ing. E. Dobrovie și ing. Mihai Berindei.  Platforma HC 85 se bazează pe microprocesorul Z80 și funcționează la viteza de 3,5 MHz. Avand o memorie ROM 16 kB, iar memoria RAM are 64 kB. Ca aspect, carcasele inițiale (au existat cel puțin 2 modele) erau metalice, iar tastele (în număr de 40 + reset) de plastic. După o perioadă , designul calculatorului a fost schimbat (carcasă de plastic, 34 × 25 × 4 cm, 40 de taste + reset). 
HC 85 operează în limbajul BASIC preluat de pe casetă. În ceea ce privește dispozitivul de afișare, HC 85 poate lucra cu televizor ori cu monitor cu tub catodic, cristale lichide sau cu plasmă. În modul text afișează 32 de coloane și 24 de rânduri, iar în modul grafic 256 × 192 pixeli. La nevoie, se pot folosi 8 culori: negru, albastru, roșu, violet, verde, bleu, galben și alb. În plus, mai este dotat și cu un difuzor încorporat în carcasă, ce poate scoate sunete într-un interval de 10 octave. Alimentarea era externă, printr-un adaptor, deși regulatorul de tensiune era intern. Pe lângă ieșirile pentru TV, monitor și casetofon, HC 85 mai avea o ieșire pentru manetă de comandă și un conector de extensie.
Prețul unui HC 85, în 1987, era de 15.000 lei.

## HC 85+

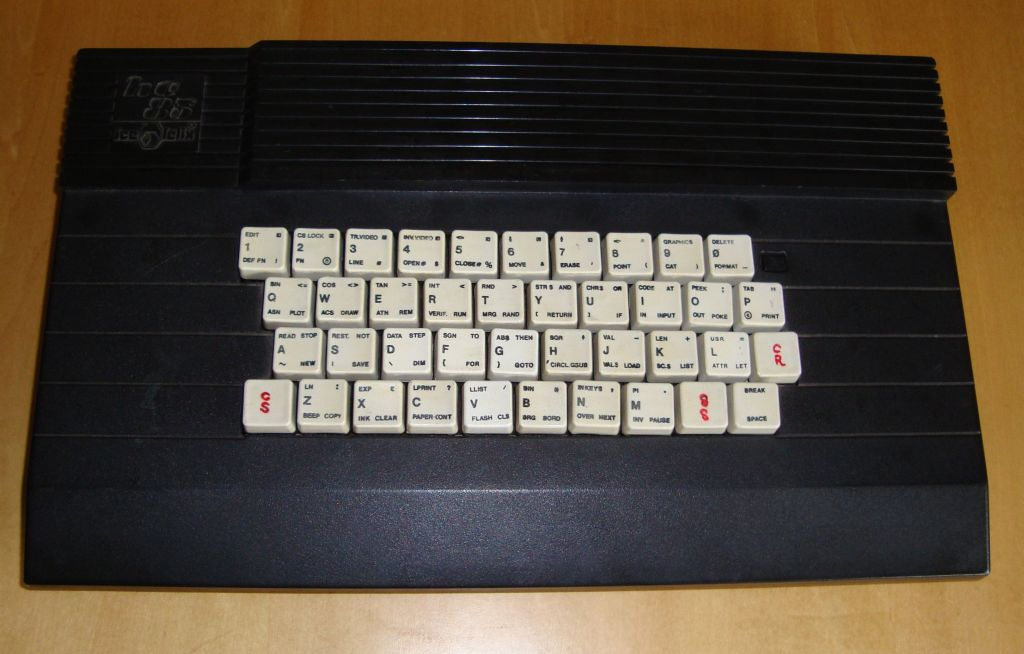
HC 85+ este aproape identic cu HC85...

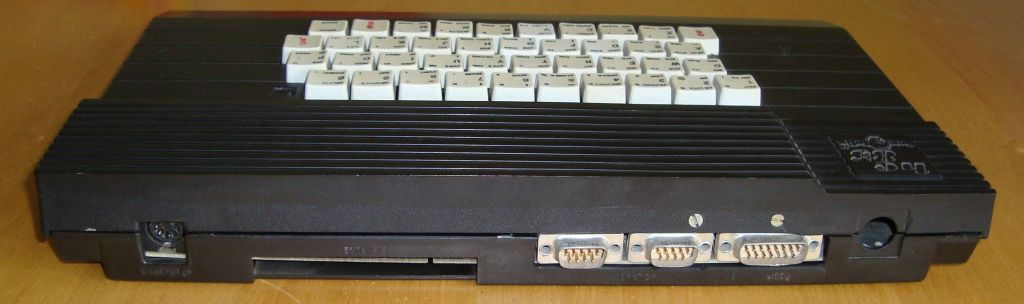
...cu excepția conectorilor din partea posterioară

HC 85+, numit și HC 85 extins, asigură, printr-o plachetă suplimentară, posibilități și servicii superioare calculatorului HC 85 obișnuit. Placheta suplimentară este conectată la placa de bază prin conectorul de extensie și asigură trei interfețe auxiliare:
- pentru unitatea singulară/duală de disc flexibil 5¼". Acestea asigură un spațiu de stocare extern de 320 KB, pentru cel mult 128 de fișiere.
- pentru o linie serială standard RS-232-/CCITT V24. Aceasta este utilă pentru conectarea unei imprimante sau interconectarea a două calculatoare HC.
- pentru cuplarea calculatoarelor HC într-o rețea. Folosind perechi de cabluri torsadate, pot fi conectate în rețea până la 63 de HC-uri. Aplicații mai ales în învățământ.

Pentru a putea lucra cu aceste facilități, HC 85+ este prezentat cu o serie de noi instrucțiuni în limbaj BASIC.

## HC 88
HC 88 a fost proiectat în 1989 la ICE Felix de către ing. T. Mihu, ing. E. Dobrovie și ing. V. Cososchi. Folosește o carcasă specială, cu 86 de taste, grupate în trei categorii: normale (corp alb), folosite în modul extins (corp gri) și funcționale (corp roșu). Acest sistem oferă o dublă compatibilitate prin funcționarea atât ca mașină de BASIC, cât și ca mașină de CP/M. Datorită acestui lucru, HC 88 a devenit soluția de înlocuire a calculatoarelor CUB Z.  
Sistemul HC 88 are în dotare: placa de bază cu microprocesorul Z80, 80 kB RAM (64 + 16) și 2 kB ROM, tastatura, difuzorul, codorul RGB/PAL, precum și porturi pentru conectarea: sursei externe de alimentare, monitorului monocrom sau color (pot fi cuplate în același timp), a două unități de disc flexibil 5¼", a unui casetofon și a unei imprimante cu ace. În plus, opțional, HC 88 mai poate fi dotat cu: plachetă IO/EPROM, plachetă IO/SIO, modul de extensii EUROCARD, plachetă pentru programat EPROM, plachetă de extindere a memoriei RAM cu 256 kB sau cu plachetă de extindere a memoriei RAM de 1MB.
În ceea ce privește modul text, se pot afișa 32 (în BASIC) sau 80 (în CP/M) de coloane și 24 de linii, cu 8 culori (având varianta închisă și varianta deschisă - cu excepția culorii negru, deci în total 15).

## HC 90
Avea inclus microprocesorul Z80A-Clone fabricat de Zilog si memorii Motorola.

## HC 91
HC 91 a fost produs în anul 1991, având microprocesorul Z80-A care funcționează la viteza de 3.5 Mhz, fiind disponibil în variante cu 40 sau 50 de taste. Memoria ROM având 16 kB, iar memoria RAM are 64 kB. HC 91 funcționează pe baza sistemului de operare BASIC (Spectrum Basic interpreter). În modul grafic, HC 91 afișează la o rezoluție 256 X 192 pixeli având 16 culori, iar în modul text 32 coloane x 24 linii.
În carcasă se mai afla un difuzor care poate emite sunete în intervalul de 10 octave. Dimensiunile acestei unități sunt de 34 (lățime) X 25 (lungime) X 4 (înălțime) cm.

## HC 2000
Caracteristici Hardware
NAME  	   HC-2000
MANUFACTURER  	   Ice-Felix
TYPE  	   Home Computer
ORIGIN  	   Romania
YEAR  	   1992

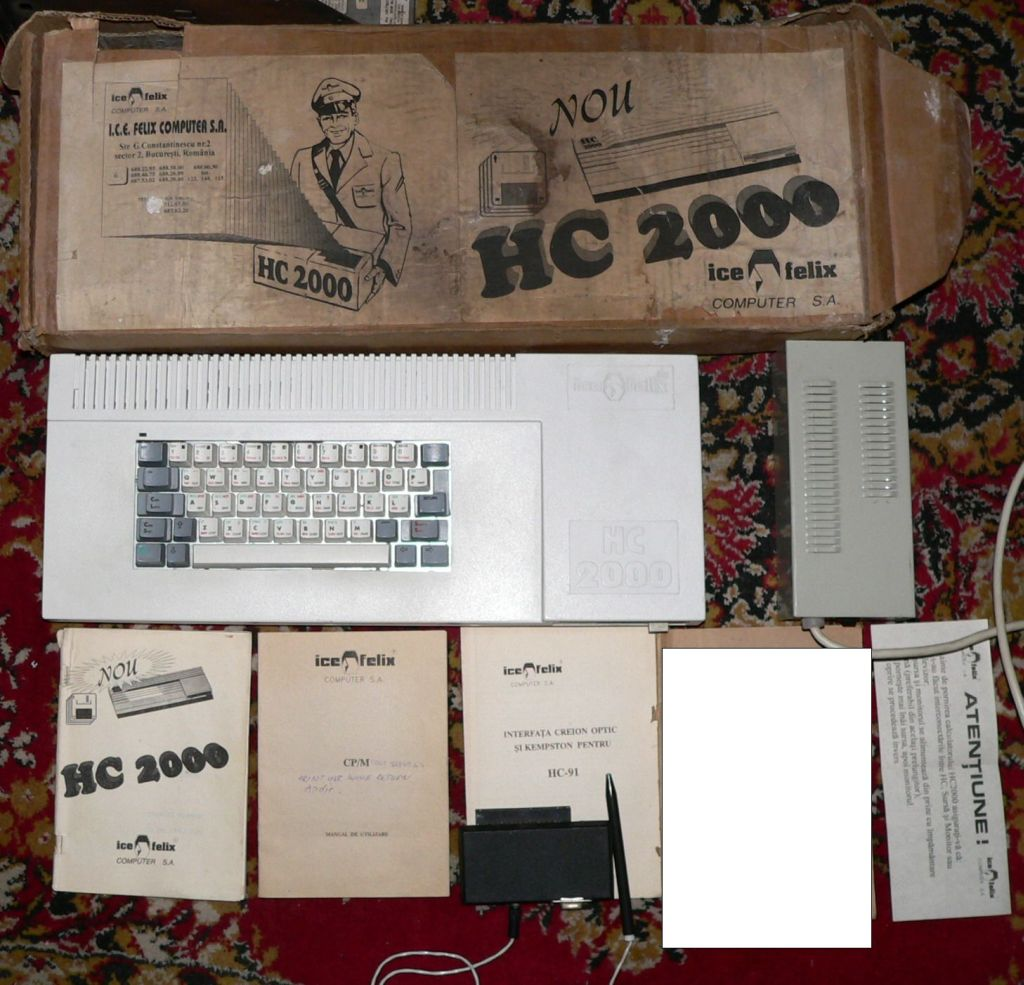
HC 2000

END OF PRODUCTION  	   1994 (replaced by PC compatible systems)
BUILT IN LANGUAGE  	   Sinclair Spectrum BASIC
KEYBOARD  	   Full stroke 51 keys
CPU  	    Z80A
SPEED  	  3.5 MHz
RAM  	   64 KB
ROM  	   48 KB (BASIC interpreter (16K), CP/M BIOS (8K) and IF1 disk interFace (8K)
TEXT MODES  	   32 chars x 24 lines (Spectrum mode) - 80 chars x 25 lines (CP/M mode)
GRAPHIC MODES  	   256 x 192 pixels
COLOURS  	   16 (8 colours in normal or bright modes)
SOUND  	  Beeper (10 octaves)
SIZE / WEIGHT  	   50 (W) x 20 (D) x 6 (H) cm
I/O PORTS  	   TV/RF, RGB, Joystick, ZX-Expansion Bus, Tape recorder, Power supply, RS-232, 2nd. External disk drive
BUILT IN MEDIA  	   3.5
OS  	Spectrum Basic or CP/M
POWER SUPPLY  	   External power supply unit (+5V (for TTL chips), +12V, -12V (for the serial interface) same as HC-91)